# Erdoğans Reden zur Armenien-Resolution des Deutschen Bundestags

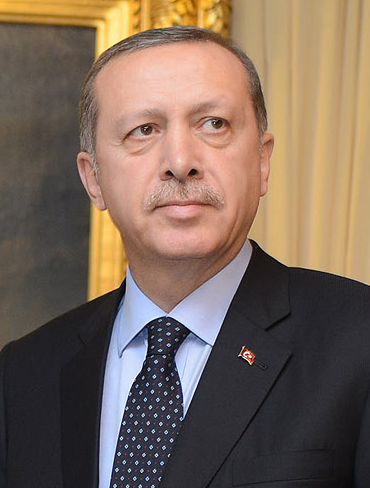
Recep Tayyip Erdoğan, Präsident der Republik Türkei

Erdoğans Reden zur Bundestagsresolution über den Völkermord an den Armeniern waren politische Äußerungen des türkischen Staatspräsidenten Recep Tayyip Erdoğan im Rahmen zweier Ansprachen an Hochschulabsolventen zweier Universitäten in Istanbul. Am 4. Juni 2016 äußerte er sich an der Marmara-Universität anlässlich der Bundestagsresolution vom 2. Juni zur Anerkennung des türkischen Völkermords an den Armeniern über die türkischstämmigen Abgeordneten des Deutschen Bundestags. Erdoğan sagte, sie hätten mit dem Türkentum nichts zu tun und ihr Blut sei verdorben. Erdoğan verwendete dabei den Ausdruck „kanı bozuk“. Dies bedeutet im Deutschen „entartet“, „degeneriert“ oder „charakterlos“. Ferner seien sie der verlängerte Arm der separatistischen Terrororganisation in Deutschland.
Bei einer Rede am Folgetag vor Absolventen der Zaim-Universität fragte Erdoğan, was denn Cem Özdemir für ein Türke sei und fügte hinzu, man solle das Blut der Abgeordneten in einem Labortest untersuchen. Eigentlich sei die Beschaffenheit ihres Blutes aber uninteressant. Es komme vielmehr darauf an, was sie täten und in wessen Namen. Einige Tage später erklärte er, der von ihm verwendete Ausdruck bedeute nicht „verdorbenes Blut“, sondern „charakterlos“. Von den türkischstämmigen Abgeordneten nahmen knapp die Hälfte an der Abstimmung am 2. Juni überhaupt nicht teil.
In der Rede verwies er auf die Folgen des Kolonialismus in Afrika, u. a. Sklavenhandel, den Völkermord an den Herero und Nama durch das deutsche Reich, die Kongokonferenz zur Aufteilung Afrika unter den europäischen Staaten und weiteres.
In einem Interview während einer Reise nach Afrika bezeichnete Erdoğan diese Resolution des Deutschen Bundestags als bedeutungslos; und auch der Sprecher der Bundesregierung Steffen Seibert erklärte am 2. September 2016 auf der Bundespressekonferenz, dass die Resolution des Bundestags darauf ziele, „Auffassungen zu politischen Fragen zum Ausdruck zu bringen - ohne dass diese rechtsverbindlich sind“.
Der Journalist Thomas Frankenfeld sieht das Sèvres-Syndrom als ausschlaggebenden Grund für Erdoğans empfindliche Reaktion auf die Resolution.

## Betroffene
Bei den türkischstämmigen Bundestagsabgeordneten zum Zeitpunkt der Abstimmung handelt es sich um:
- Bündnis 90/Die Grünen: Ekin Deligöz, Özcan Mutlu, Cem Özdemir
- CDU: Cemile Giousouf
- Die Linke: Sevim Dağdelen, Azize Tank
- SPD: Metin Hakverdi, Cansel Kiziltepe, Mahmut Özdemir, Aydan Özoguz, Gülistan Yüksel

Erdoğan und die AKP diffamierten die türkischstämmigen Bundestagsabgeordneten, egal ob sie der Resolution zustimmten oder bei der Abstimmung abwesend waren. So waren alle türkischstämmigen SPD-Abgeordneten mit der Ausnahme von Staatsministerin Özoguz der Abstimmung ferngeblieben. Özoguz stimmte der Resolution nicht zu. Der Grüne Mutlu verließ den Plenarsaal zehn Minuten vor der Abstimmung.

## Folgen
Zwei Polizeigewerkschaften in der Türkei sowie ein türkischer Juristenverband kündigten eine Klage gegen die elf Abgeordneten an. Anhand von Artikel 301 des türkischen Strafgesetzbuches könnten sie zu Haftstrafen von bis zu drei Jahren verurteilt werden. Eine Einreise in die Türkei würde im Falle einer Anklage für die Betroffenen sehr gefährlich werden, befürchtete der Bundestagsabgeordnete Özcan Mutlu von den Grünen.
Die Bundestagsabgeordnete Sevim Dagdelen von den Linken berichtete, welche Folgen die „Blutsrede von Erdoğan“ für sie und ihre Familie habe. Die Kampagne des Staatspräsidenten gegen die elf Abgeordneten werde auch von Organisationen in Deutschland geführt, wie der Moschee-Vereinigung DITIB. Dagdelen forderte ein deutsches Einreiseverbot gegen Erdoğan sowie seine Minister, Abgeordneten und Bürgermeister, die zur Gewalt gegen Bundestagsabgeordnete aufgerufen hätten. Dazu beklagte sie die fehlende Handlungsbereitschaft der Bundesregierung.
Die Elf erhielten, abgesprochen mit der Bundestagspolizei und dem Bundeskriminalamt, Polizeischutz. Das Auswärtige Amt warnte die Abgeordneten davor, in die Türkei zu reisen. Wegen einer Hetz-Atmosphäre sei ihre Sicherheit in der Türkei in Gefahr. Cem Özdemir bestätigte Anfeindungen aus der Türkei; die Heimatgemeinde seines Vaters habe ihm die Mitbürgerschaft abgesprochen. Er habe zahlreiche Morddrohungen erhalten. Die Abgeordnete Cemile Giousouf von der CDU berichtete von Beleidigungen auch gegen ihre Eltern.

## Reaktionen

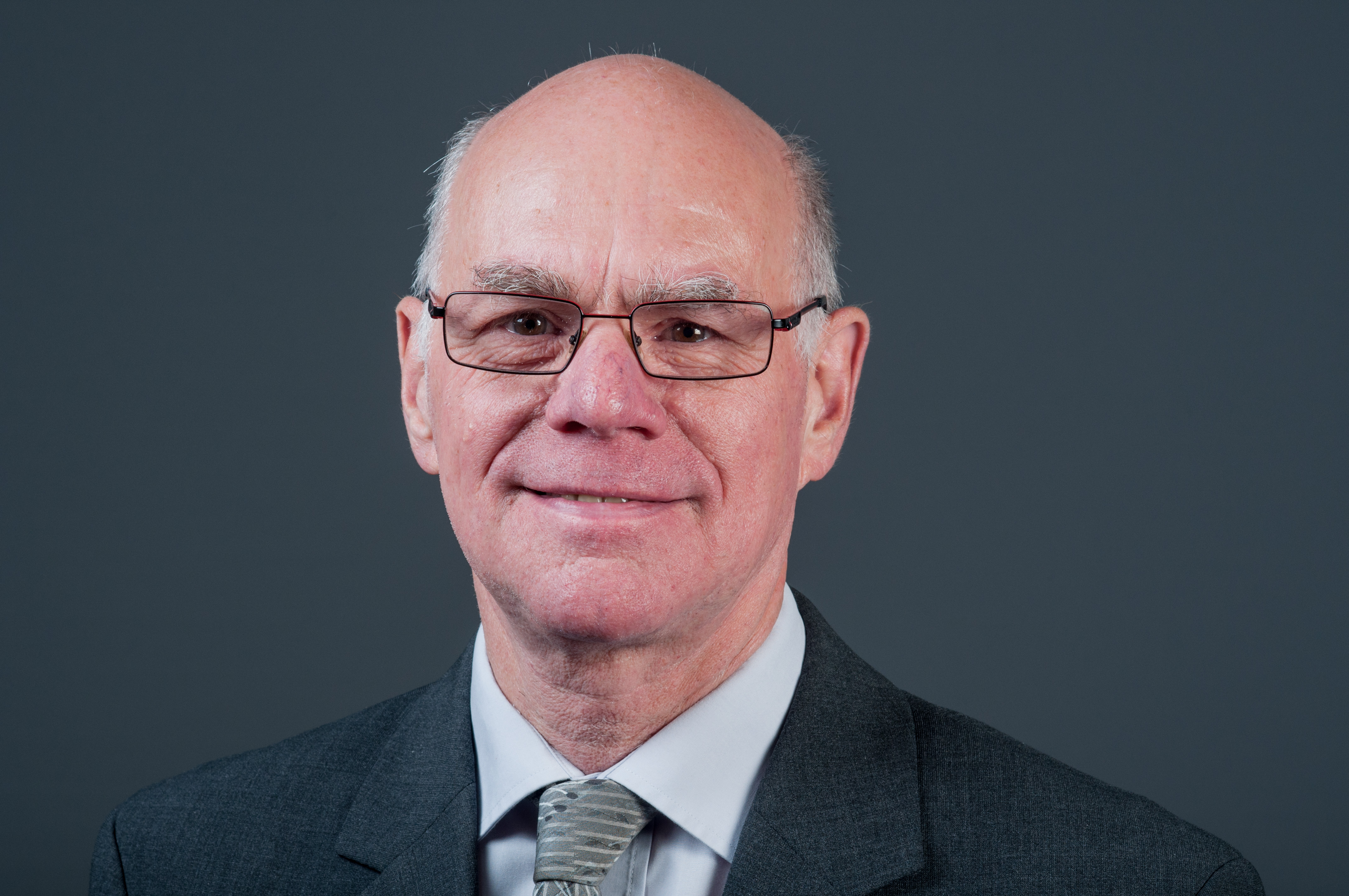
Norbert Lammert, Präsident des Deutschen Bundestages

Bundestagspräsident Norbert Lammert meinte, er hätte solche Angriffe eines demokratisch gewählten Staatsoberhauptes nicht für möglich gehalten. Die Abgeordneten hätten Morddrohungen erhalten. Er solidarisierte sich mit den Elf, denn dabei handele es sich um Angriffe auf das ganze Parlament. Weiterhin kritisierte Lammert Äußerungen weiterer hochrangiger Politiker aus der Türkei. Der Präsident des Europäischen Parlamentes Martin Schulz nannte den Terrorismusvorwurf einen Tabubruch und kündigte einen Brief an den Staatspräsidenten der Türkei an. Bundeskanzlerin Angela Merkel verteidigte die frei gewählten Abgeordneten. Das Auswärtige Amt bestellte den türkischen Geschäftsträger in Berlin zu einem Gespräch. Die Bundesregierung hatte bereits umgehend durch Regierungssprecher Seibert sagen lassen, sie könne die behauptete Nähe der Elf zum Terrorismus nicht nachvollziehen. Außerdem sei die PKK auch in Deutschland als terroristische Organisation eingestuft.
Reinhard Müller kommentierte in der FAZ, dass der autoritäre Staatschef Erdoğan sich mit seiner unverschämten Einflussnahme entlarvt habe. Erdoğans Blutbild rückt Müller in die Nähe von „Blut-und-Boden-Maßstäben“. Erdoğan stelle die Türken vor die Wahl: „Kommt ihr mit auf die Zeitreise in die finsterste Vergangenheit – oder bleibt ihr zumindest auf dem Weg in die Moderne? Das menschenverachtende Freund-Feind-Denken des Autokraten sollte die Entscheidung eigentlich leicht machen.“
Auch der Vorsitzende des Verbandes Türkische Gemeinde in Deutschland hat kritisch reagiert: „Morddrohungen und Bluttestforderungen finden wir abscheulich“, sagte Gökay Sofuoglu. Seit 1945 habe es aufgehört, dass Menschen nach Blut definiert werden. Die Beschuldigungen in Bezug auf Terrorismus sei etwas, das man mittlerweile über alle Oppositionellen höre.